# Nathan Miller (Radsportler)
Nathan Miller (* 31. Mai 1985) ist ein ehemaliger US-amerikanischer Radrennfahrer.

## Sportlicher Werdegang
Nathan Miller fuhr 2007 und 2008 für das amerikanische BMC Racing Team. 2008 nahm er an der Tour de Romandie 2008 teil und belegte in der Gesamtwertung Platz 121.

## Teams
- 2007 BMC Racing Team
- 2008 BMC Racing Team